# Muelle de pandeo

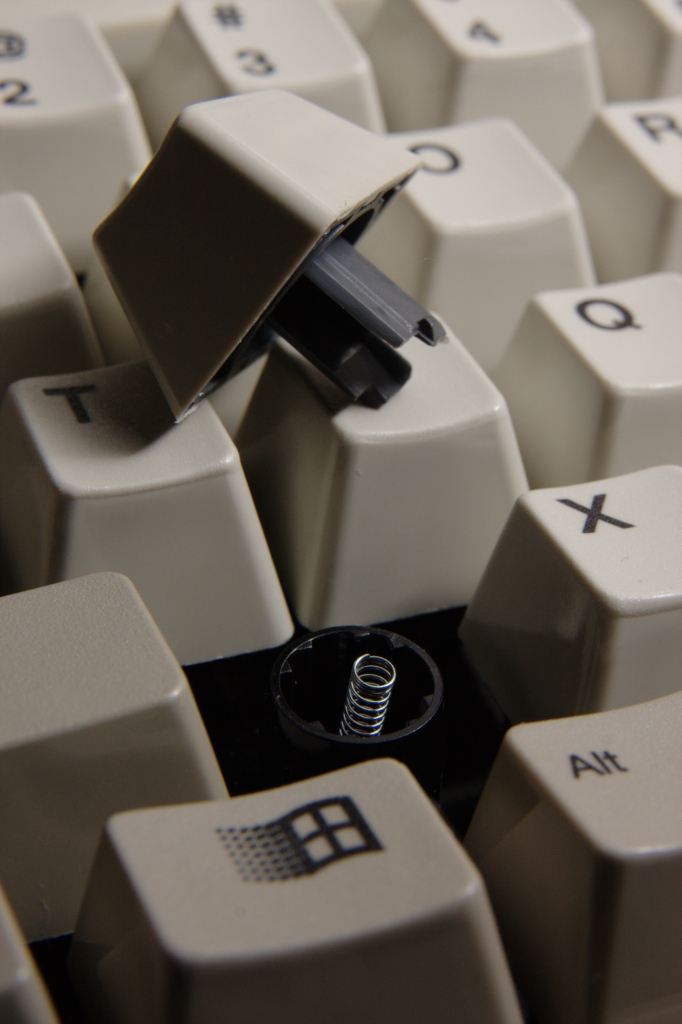
Teclado Unicomp Modelo M, con la tecla z desmontada, dejando a la vjsta el muelle de pandeo

Un muelle de pandeo es la pieza clave de un tipo de mecanismo interruptor, popularizado al formar parte de los teclados utilizados en distintos equipos informáticos de IBM (PC, PC/AT, terminales 5250/3270, PS/2 y otros sistemas). Recibe este nombre porque utiliza la capacidad de un muelle helicoidal de pandear (curvándose bruscamente cuando la fuerza de compresión que se le aplica supera un determinado umbral), permitiendo obtener pulsaciones nítidas.

## Historia
La primera patente de un mecanismo de este tipo data de 1942, formando parte de un pulsador eléctrico. El sistema del muelle de pandeo fue utilizado por los teclados Modelo F de IBM (por ejemplo, el teclado AT) y el Modelo M, más común. Se describen en la Patente USPTO n.º 4118611 (Modelo F) y en la Patente USPTO n.º 4528431 (Modelo M), ambas ahora caducadas. 

## Funcionamiento
El nombre hace referencia al hecho de que el muelle helicoidal situado entre la caperuza de la tecla y un pivote conectado con un pequeño martillo articulado, pandea hasta colapsar de golpe en cierto punto de su recorrido hacia abajo, produciendo un efecto auditivo y táctil que confirma al operador del teclado que la pulsación ha sido correcta.
Al pandear el muelle, el martillo gira hacia adelante empujado por el resorte, y golpea un contacto eléctrico que registra la presión de la tecla. En el Modelo M, el contacto eléctrico es una lámina de membrana similar a la de un teclado moderno con interruptor de domo. En el diseño anterior, el Modelo F, se utilizaba un contacto capacitivo.

## Imágenes

Gráfico de la fuerza ejercida durante el recorrido de una tecla en el sistema de muelle de pandeo. Se observa que en la posición del gráfico 1C, la fuerza decae bruscamente cuando el resorte se dobla., expedida a IBM en 1978

|                                                  |
| Pandeo de resorte al presionar y soltar la tecla |

| |
| Ilustración de la Patente USPTO n.º 4118611 del resorte de pandeo original, expedida a IBM en 1978 |

|                                                                     |
| Un dibujo incluido en la patente del mecanismo de resorte de pandeo |